# Krystal Thomas
Krystal Thomas, née le 10 juin 1989 à Orlando (Floride), est une joueuse américaine de basket-ball. 

## Biographie
Avec son lycée First Academy, elle remporte deux fois le titre de l'État de Floride et remporte 103 victoires pour 17 revers avec des statistiques de 15,9 points, 12,3 rebonds et 2,4 contres. Sélectionnée au McDonald’s All-America Game, elle marque six points et capte 8 rebonds. Avec la sélection WBCA, elle marque 10 points et prend 6 rebonds.
Pendant l'été 2007, elle conduit la sélection américaine au titre mondial des moins de 19 ans (9 victoires, aucune défaite) à Bratislava (Slovaquie) avec pour sa contribution 7,8 points à 60,4 %, 7,4 rebonds.
Recrutée par l'Université Duke, elle sort diplômée en psychologie. Marqueuse moyenne, elle est en junior la meilleure rebondeuse et contreuse de son équipe (moyennes de 7,3 points, 6,6 rebonds et 1,9 contre). Équipière de la Française Allison Vernerey, elle compile 7,9 points à 48,0 % et 8,4 rebonds en senior.
Elle est choisie en 36e et dernière position de la draft 2011 par les Seattle Storm avec lesquels elle débute en WNBA. Ses coéquipières de Duke Karima Christmas (23e choix par les Mystics de Washington) et Jasmine Thomas (12e, également par le Storm) sont également draftées. Son contrat est rompu par le Storm le 22 juillet 2011. Elle retrouve sa place en WNBA le 13 août pour remplacer Olayinka Sanni, coupée la veille.
Elle signe à Lyon en Ligue féminine de basket pour sa première saison à l'étranger. En 2012-2013, elle découvre le championnat chinois avec Jiangsu Phoenix. En février 2013, le Mercury renouvelle son contrat pour la saison WNBA 2013. En 2013-2014, elle découvre l'Euroligue avec Salamanque. Elle effectue la pré-saison 2014 avec le Mercury qui ne la conserve pas, mais elle est engagée quelques jours plus tard par le Fever de l'Indiana.
Après une saison 2013-2014 en demi-teinte pour le club espagnol de Salamanque (4,0 points et 6,3 rebonds en championnat et 4,2 points et 5.5 rebonds en Euroligue), elle signe pour le club d'Ormanspor promu en première division turque.
Durant la saison WNBA 2014, elle dispute 21 rencontres pour le Fever de l'Indiana. Le 26 juin 2016, elle retrouve la WNBA avec Seattle qui ne l'avait pas retenue au terme de la pré-saison.
Pour 2017-2018, elle joue au Turquie avec Mersin.

## Palmarès
- Médaille d'or du Championnat du monde des 19 ans et moins 2007